# Boreoscala
Boreoscala is een geslacht van slakken uit de familie van de Epitoniidae. De wetenschappelijke naam van dit geslacht is voor het eerst geldig gepubliceerd in 1902 door Kobelt.

## Soorten
- Boreoscala blainei (Clench & R. D. Turner, 1953)
- Boreoscala greenlandica (Perry, 1811)
- Boreoscala juanina (Odhner, 1922)
- Boreoscala ponderosa Garcia, 2003
- Boreoscala rarecostulata Golikov, 1967
- Boreoscala rhytida (Dall, 1917)

Niet geaccepteerde soorten:
- Boreoscala angustior geaccepteerd als Boreoscala greenlandica (Perry, 1811)
- Boreoscala groenlandica geaccepteerd als Boreoscala greenlandica (Perry, 1811)
- Boreoscala laticostata geaccepteerd als Boreoscala magellanica (Philippi, 1845)
- Boreoscala magellanica geaccepteerd als Cirsotrema magellanicum (Philippi, 1845)
- Boreoscala major geaccepteerd als Boreoscala greenlandica  (Perry, 1811)
- Boreoscala planicosta geaccepteerd als Boreoscala greenlandica  (Perry, 1811)
- Boreoscala similis geaccepteerd als Epitonium jomardi (Audouin, 1826)
- Boreoscala subulata geaccepteerd als Boreoscala greenlandica  (Perry, 1811)
- Boreoscala zelebori geaccepteerd als Cirsotrema zelebori  (Dunker, 1866)